# HAPPY MONDAY BASEBALL 今週のプロ野球とことん予想
『HAPPY MONDAY BASEBALL 今週のプロ野球とことん予想TV』は、スカパー!が制作し、BSスカパー!で放送されているテレビ番組。レギュラー番組としては毎週月曜日 20:00 から 21:00に放送され、2016年3月21日開始し、同年10月31日終了。2017年度は不定期にスペシャルとして3月6日、5月29日、7月17日に放送。
MCは大谷ノブ彦。

## 番組内容
プロ野球ファンのために、試合のない月曜日に、その週のカードの勝敗を予測する。
毎週、セ・パそれぞれ一つの特定のカードについて、当該チームファンのタレントが贔屓のチームの強さについてプレゼンし、ベッターがどちらのチームが勝ち越すかを予想する。毎回、解説が1名、プレゼンターは4名、ベッターは2名登場する。
そして、番組HPにて、セ・パ各カードについて、勝ち越すチームを視聴者が予想する企画も行われていた。各視聴者の予想結果は、シーズン中、累積され、シーズン終了後、最も優秀な予想を行った視聴者にはプレゼントが与えられた。

## 出演者

### MC
- 大谷ノブ彦

### 解説
- 岩本勉
- 江尻慎太郎
- 大久保博元
- 緒方耕一
- 川端友紀
- 鈴木健
- 里崎智也
- 佐野慈紀
- GG佐藤
- 西崎幸広
- 橋本清
- 船越千紘
- 前田幸長
- マック鈴木
- 山﨑武司
- 渡辺俊介

### プレゼンター
| リーグ | チーム名                   | ファン・プレゼンター                                                    |
| ------ | -------------------------- | ----------------------------------------------------------------------- |
| パ     | 福岡ソフトバンクホークス   | 川原豪介（ブルーリバー） 松中みなみ                                     |
| パ     | 北海道日本ハムファイターズ | 田中雅美 牧野真莉愛（モーニング娘。’16） 平井有未                       |
| パ     | 千葉ロッテマリーンズ       | 須田拓也(パップコーン) 美泉咲 梶田ガクシ                                |
| パ     | 埼玉西武ライオンズ         | 久保孝真（三拍子） 堀口文宏（あさりど）                                 |
| パ     | オリックス・バファローズ   | 岡田圭右（ますだおかだ） かずき（グリンオリオン） ヘルマン ボスマジック |
| パ     | 楽天ゴールデンイーグルス   | かみじょうたけし                                                        |
| セ     | 東京ヤクルトスワローズ     | 松尾陽介（ザブングル） ラリゴ ゆってぃ                                  |
| セ     | 読売ジャイアンツ           | ビビる大木 朝日健太郎 ４代目タイガーマスク ねづっち ナイツ塙            |
| セ     | 阪神タイガース             | 藤井ペイジ（飛石連休） 笹木香利 サンプラザ中野くん                      |
| セ     | 広島東洋カープ             | うえむらちか 青井貴治・久保隆(ヴェートーベン) 尾関高文（ザ・ギース）    |
| セ     | 中日ドラゴンズ             | 滝沢秀一（マシンガンズ） 升毅                                           |
| セ     | 横浜DeNAベイスターズ       | 吉川正洋（ダーリンハニー） 杜野まこ                                     |

### ベッター
- AKI猪瀬
- 稲村亜美
- 大岩Larry正志
- 小島よしお
- 佐藤隆太
- サブロク双亮（愛媛マンダリンパイレーツ）
- 島田秀平
- 周防正行
- 仙石みなみ（アップアップガールズ（仮））
- 武井壮
- 竹内朱莉（アンジュルム）
- 堤下敦
- 所英男
- なきぼくろ(バトルスタディーズ作者　元PL学園球児・漫画家)
- 肉だんご（シクラメン）
- 牧野真莉愛（モーニング娘。’16）
- 升毅
- 森高夕次